# Châtillon-la-Palud
Châtillon-la-Palud – miejscowość i gmina we Francji, w regionie Owernia-Rodan-Alpy, w departamencie Ain.

## Władze
Jej burmistrzem (merem) w latach 2008-2009 była Brigitte Debourg. W roku 2009 (od marca do maja) funkcję tę pełnił André Michon. Stanowisko mera objął ponownie w roku 2014.

## Demografia
Według danych na styczeń 2012 r. gminę zamieszkiwało 1667 osób, a gęstość zaludnienia wynosiła 119 osób/km².